# Сосновая аллея (Москва)
Сосно́вая алле́я — улица в районе Покровское-Стрешнево Северо-Западного административного округа города Москвы. Проходит от Волоколамского шоссе до Иваньковского шоссе.

## Название
Аллея получила своё название 26 августа 1960 года в связи с тем, что засажена соснами.

## Описание

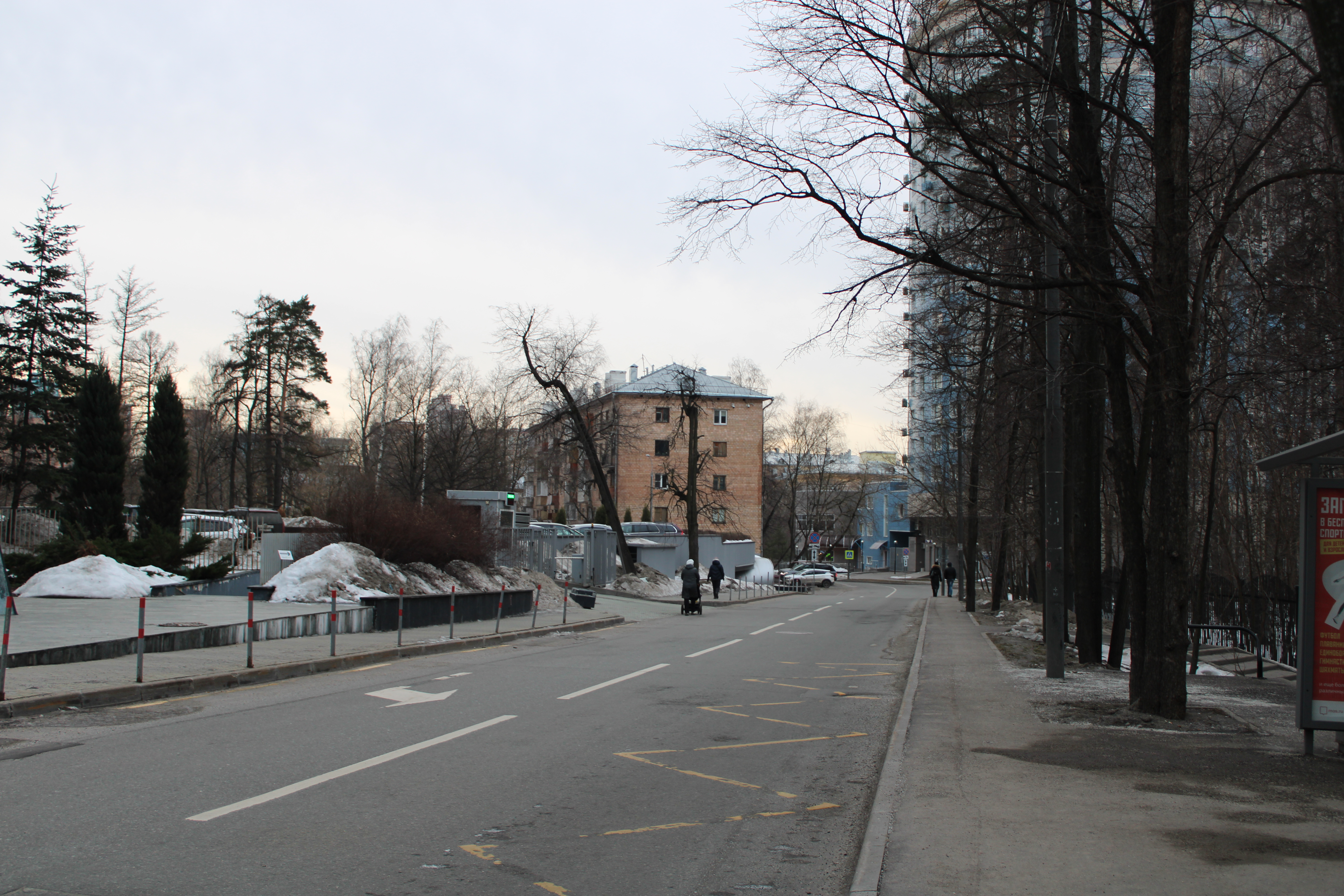
Вблизи примыкания к Иваньковскому шоссе

Сосновая аллея начинается от дублёра Волоколамского шоссе и проходит на северо-восток, заканчиваясь у Иваньковского шоссе.
На всей протяжённости имеет по одной полосе движения в каждую сторону.

## Примечательные здания и сооружения
По нечётной стороне:
- 1 — жилой комплекс «Зодиак». Авторы проекта — архитекторы И. Коробков (руководитель авторского коллектива), К. Беручан, А. Подушкина, конструкторы Г. Вайнштейн, Л. Столяр, А. Юхин[3].

## Транспорт

### Наземный транспорт
По Сосновой аллее проходит маршрут автобуса № 412 (только при движении в сторону центра). У южного конца аллеи расположена остановка «Больница РЖД» автобусов № е30, е30к, м1, н12, т70, 88, 356, трамвая № 6.

### Метро
- Станция метро «Щукинская» Таганско-Краснопресненской линии — южнее аллеи, на улице Маршала Василевского

### Железнодорожный транспорт
- Платформа «Щукинская» Рижского направления МЖД — южнее аллеи, на Полесском проезде